# 一路
『一路』（いちろ）は、浅田次郎の時代小説。『中央公論』（中央公論新社）にて2010年1月号から2012年]月号まで連載された後、2013年2月25日に単行本が刊行された。第3回「本屋が選ぶ時代小説大賞」受賞作。2015年4月25日には中公文庫版が発刊された。
2013年に本作の舞台である中山道の各地を巡る紀行番組『浅田次郎と巡る中山道の旅』がBS日テレで制作された。また、2015年7月31日から9月25日までNHK BSプレミアム「BS時代劇」にて永山絢斗主演でテレビドラマ化され、2016年5月7日からNHK総合「土曜時代劇」にて35分再編集版で再放送されている。

## あらすじ
文久2年（1862年）師走、参勤交代の全てを取り仕切る供頭の小野寺家の嫡男・小野寺一路（おのでら いちろ）は、国元、西美濃田名部郡の屋敷で父親が失火で命を落としたとの報せを受け、急きょ田名部へ戻る。田名部の地を治める蒔坂左京大夫（まいさか さきょうのだいぶ）は無役の旗本で、石高は7500石と決して多くないが、大名と同等に扱われる交代寄合表御礼衆を務めるため、隔年の参勤を果たさなければならなかった。殿様からの拝領屋敷を焼失したという大失態は家名断絶にも等しい不祥事だったが、参勤の出立が間近に迫っていたため、重臣の蒔坂将監や家老の由比帯刀の口添えにより、一路は家督を相続し供頭としての務めを果たすこととなった。
しかしながら、一路は江戸で生まれ育ち田名部の地を知らないだけでなく、まだ若く現役だった父から仕事について何も教わっていなかった。焼け跡から見つかった文箱から、先祖が記した約230年前の参勤の記録を見つけた一路は、古すぎて参考にならないと一度は諦めかけるが、旅籠で出会った易者の助言で、時代を経て省略されてきた古式床しい行列の作法を復活させようとする。親戚からも家中の仲間らからも徹底して協力を拒まれる中、仕立てた羽織一式を人目を忍んで届けてくれた許嫁の国分カオルに初めて会う。つつがなく務めを終えるようにと祈ってくれた美しいカオルに心を奪われた一路は、行列を何事もなく成功させ、その暁にはカオルを娶りたいという思いを一層強くさせる。
行列に不手際があればお家取り潰しは確実、古文書の「参勤交代は行軍、戦そのものである」との言葉を胸に、背水の陣の覚悟で臨む一路に、難題は次々と振りかかる。雪深い峠越え、殿様の発熱による到着の遅れ、何よりも重大な難事は、将監らが主君・左京大夫の命を狙う陰謀を企てていることだった。

## 登場人物

### 蒔坂家（田名部）
小野寺 一路（おのでら いちろ）
参勤道中の全てを取り仕切る供頭を代々務める小野寺家の嫡男。19歳。江戸で生まれ育ち、故郷というべき田名部にも一度も帰ったことがなく、父・弥九郎から仕事について何の引き継ぎもしていなかった。北辰一刀流の免許皆伝、東条学塾の塾頭まで務めた穎才。
蒔坂 左京大夫（まいさか さきょうのだいぶ）
蒔坂家三十九代当主、十四代左京大夫。西美濃田名部郡を領分とする七千五百石の旗本。交代寄合 表御礼衆。江戸在勤の折は、三日と開けず芝居に通い、過去には役者の出待ちをしているところを町方に見つかり謹慎処分を下されたこともあるなど、「うつけ者」と見なされている。
国分 七左衛門（こくぶ しちざえもん）
勘定役。薫の父。小野寺弥九郎とは昵懇の間柄だった。
国分 薫（こくぶ かおる）
七左衛門の娘。一路とは親同士が決めた許嫁で、一路は顔も知らなかったが、美しい顔立ちで、皆から冷たくされる中、道中羽織を仕立てて忍んで旅籠まで届けてくれた。
栗山 真吾（くりやま しんご）
供頭添役。前年の秋に父が卒中で急死し、一路と同じく仕事の引き継ぎを全くやっていない状態で参勤に挑む。
佐久間 勘十郎（さくま かんじゅうろう）
蔵役人、玄蕃允盛政が裔。例年は三十徒士だった故に参勤道中の供の経験は無かったが、五十徒士となった為に新たに加えられた。最初こそは渋っていたが一路と真吾にお立てられ、最終的には派手な衣装を身に着けての先手を務める。
おつむの足らない武辺者とされているが、面倒な世事に関わらないために、あえて馬鹿なフリをしている向きもある。
矢島 兵助（やじま ひょうすけ） / 中村 仙蔵（なかむら せんぞう）
十俵三人扶持の組付足軽。同い年の従兄弟同士。兵助は「猿（ましら）の兵助」の異名を取るほど身軽。七つ下の真吾とは又従兄弟で、子供の頃からひ弱でいじめられっ子だった真吾を気にかけてきた。
蒔坂 将監（まいさか しょうげん）
左京大夫の後見役、叔父（正しくは先代の従兄弟の子）。男子に恵まれなかった先代左京大夫の養子に入った矢先に、側室が懐妊し当代が生まれ、廃嫡された。当代からは実の兄のように慕われている。
由比 帯刀（ゆい たてわき）
蒔坂家家老。
伊東 喜惣次（いとう きそうじ）
側用人。長年、将監の元で禄を食んできたため、左京大夫より将監に忠義が深い。
ぬい
左京大夫の側室。将監の娘。左京大夫からは嫌われている。
辻井 良軒（つじい りょうけん）
医師。大坂の適塾で蘭方医術を修め、先年の夏に召し抱えられた。年は27、8。
将監と帯刀にお家のためと騙され、一路の父と真吾の父に毒を持ったが、うつけ者呼ばわりされている左京大夫の真の聡明さに気付き、医師としての本分を全うしようと思い直す。

### 行列関係者
空澄（くうちょう）
田名部陣下の浄願禅寺の住職。弥九郎の死後、一路に先んじて江戸までの本陣の手配に奔走、参勤出立後は行列に先行して助けとなる。
朧庵（ろうあん）
田名部のほとんどの宿で投宿を断られた一路が、街道の端の博打場も兼ねる旅籠で出会った道中筮（易者）。一路の面相が大変優れていると褒めちぎり、参勤道中についても庶民の立場からの忌憚のない意見を伝える。
丁太（ちょうた） / 半次（はんじ）
筋骨隆々の双子の馬喰。行列の先頭で家康から下賜されたと伝わる朱塗りの槍持ちを任せられる。
新三（しんざ）
髪結い。鼻筋の通った細面の顔立ちに、剥いたゆで卵のような肌をしている。一路に腕を見込まれ、道中髪結いとして行列に付いていく。
ブチ
丁太と半次が市場で売り切れなかった斑馬。殿様の替え馬となる。
白雪（しらゆき）
殿様の愛馬。名前の通り、白雪のように美しい白馬。何度も参勤道中を経験した老馬。

### 中山道中の人々
スワ
馬籠宿で生まれ育った。前年の暮の大火事で両親を亡くし、スワは庄屋に、6つになる弟は中津川の遠縁に引き取られた。
檜山 角兵衛（ひやま かくべえ）
福島関所番頭。与川崩れを迂回せずに渡ったという一路の言を信じなかったが、現場を見て変心し、行列が谷に捨てざるを得なかった宝物類を拾い集め、宿場まで届けた。
大賀 伝八郎（おおが でんぱちろう）
下諏訪宿の宿場役人。幕閣に参与していた主君、諏訪因幡守の小姓として江戸詰めだったが、5年前、20歳の時に、父の急逝に伴い、宿場役人の家督を継いだ。「鬼の栖」の異名を取る和田峠を急ごうとする一路を諌める。
内藤志摩守 正誠（ないとう しまのかみ まさあきら）
信州佐久郡岩村田藩一万五千石の当主。17歳。奏者番。10歳の時に父が自害したため、若くして祖父の跡を継いだ。内藤家と蒔坂家は江戸の本所屋敷が隣同士で交誼が深く、病に臥せていた先代が左京大夫に正誠の行く末を託し、自身も幼くして家督を継いだ左京大夫は兄のように正誠を導いた。血筋及び先代である祖父の功績により、父祖代々の念願であった築城を許され、陣屋大名から城主大名になったことで、ふてぶてしい態度が一層悪化した。家督を継ぐ前の名は「鉍一郎（ひいちろう）」。
浅井 条右衛門（あさい じょうえもん）
内藤家家臣。軽々しい言動が多い正誠を諌めるが、聞き入れられない。
乙姫（おとひめ）
加賀藩前田慶寧の才色兼備の妹。実母ではないが、父の正室は11代将軍・家斉の娘、溶姫。国元で育ったが、輿入れに相応しい年齢（16歳）になり江戸下屋敷へ移り住むことになる。行列は三百人余に達し、速度も遅く、時には休憩や見物を兼ねて渋滞した後ろの旅人らを先に通らせる。
蒔坂家が早駆けで行列を追い抜いていった際、一路に叶わぬ恋をし、身に付けていた簪を与える。
鶴橋（つるはし）
乙姫のお付女中。女としての幸せ（＝恋が成就すること）を体験できないまま老境を迎え、乙姫の叶わぬ恋をせめてもの思いで応援する。
板倉主計頭 勝殷（いたくら かずえのかみ かつまさ）
上野国安中城主。42歳。武芸の基礎は駆け足であるとの信条の持ち主で、自分や家来はもちろん、領民にも駆け足を奨励する。先代の頃から始まった、城下から碓氷峠頂までの七里を走って往復する「安中の遠足（とおあし）」は名高い。口癖は「よおっし！」。
根本 国蔵（ねもと くにぞう） / 石塚 与八郎（いしづか よはちろう） / 海保 数馬（かいほ かずま）
安中藩家来。走術の免許皆伝、直近の遠足で好成績を残した三人の武士。「風陣の秘走」で、左京大夫の発熱による江戸到着遅延の知らせを、松井田から江戸表までの三十二里を三刻半で届けるよう命じられる。
ひぐらしの浅（あさ）、又はひぐらし浅次郎（あさじろう）
その日暮しの博打打ち。色男。元は田名部生まれの武士で、郡奉行を務めていた父があらぬ罪を被せられ、一家もろとも放逐された。遠縁を頼り、隣国彦根で田畑を買ったが、父母は流行病で死去。
秋の終わ頃に、浅次郎の恩人である貸元の親分が、彦根を訪れた七左衛門から将監一派の企みと行列の助っ人になって欲しい旨を依頼され、将監は浅次郎の親の仇も同然だからと任される。父から「田名部と関らぬよう」言い残されているため、煩悶する。
黒岩 一郎太（くろいわ いちろうた）
牧野家の道中供頭。19歳。急な卒中で昏倒した父親に代わり、供頭の大役を初めて任される。父から役目の引き継ぎもしていなければ、道中にお供したこともなく、父は卒中で口が利けない、頼みの綱の添役は、前任者が尊皇攘夷にかぶれて出奔した為の代役であるという、一路と似た境遇の持ち主。
牧野遠江守康哉（まきの とおとうみのかみ やすとし）
信州小諸藩1万5千石藩主。井伊直弼の肝煎りで若年寄に抜擢されたが、桜田門外の変後に罷免された。3年間の激務がたたって体を壊し、領分で死にたいという意思を公儀に認められ、小諸へ戻る途中、深谷宿本陣で田名部と差し合い（宿泊藩が重複すること）になる。
井上河内守（いのうえ かわちのかみ）
寺社奉行。氷川神社参拝の折に左京大夫と行き合う。
海老沢 吉三郎（きちざぶろう）
大宮宿代官支配の公事方手付（領民の揉め事を裁量し、領内の治安に携わる助役）。代官の留守中に氷川神社の参道で蒔坂家家来二名が討死する事態に見舞われる。

### 江戸の人々
すず
左京大夫の正室。笑顔が地顔。歴代の室は高家や同格の交代寄合、大名家から輿入れする倣いだったが、実家は1200石の両番筋、父親は書院番組頭。向島の下賤な出会茶屋で逢瀬を重ねていたが、妊娠している事が分かり、父が蒔坂家に乗り込み直談判、腹が目立たぬ内に祝言を上げた。美人ではないが醜くもなく、見ようによっては美しく、台所では使用人達と共に立ち働き、子育てもに人に任す事が無く、家中では大変人気がある。
楢山 儀右衛門（ならやま ぎえもん）
蒔坂家江戸屋敷御留守居役。77歳。とうに呆けているが、跡取りが絶え隠居も出来ず現在に至る。
せつ
一路の母。
神崎 又兵衛（かんざき またべえ）
すずの父。作事奉行。左京大夫が最も苦手な一人。蒔坂家の行列が江戸に到着したその日に、大目付へ昇進と道中奉行兼任の内示が下る。
松平豊前守（まつだいら ぶぜんのかみ）
老中。丹波亀山藩5万石の藩主。楢山儀右衛門とはかつて寛永寺の茶会で知り合って以来、茶の道の師と仰いでいる。
徳川家茂（とくがわ いえもち）
将軍。優秀な人材を求め、左京大夫の真の姿を御庭番に探らせる。
左京太夫が江戸に到着した日、お忍びで市中へ行き彼らの様子を見
ていた。

## 書誌情報
- 単行本：2013年2月25日、中央公論新社、上巻：ISBN 978-4-12-004471-7、下巻：ISBN 978-4-12-004472-4
- 文庫本：2015年4月25日、中公文庫、上巻：ISBN 978-4-12-206100-2、下巻：ISBN 978-4-12-206101-9（解説：檀ふみ）

### 関連書籍
- 『浅田次郎と歩く中山道 「一路」の舞台をたずねて』
  - 単行本：2013年4月10日、中央公論新社、ISBN 978-4-12-004490-8
  - 文庫本：2015年7月25日、中公文庫、ISBN 978-4-12-206138-5

## 関連番組
『浅田次郎と巡る中山道の旅』と題して、BS日テレで2013年の春（4月）・夏（7月）・秋（10月）・冬（12月）の4回に渡って放送された。『一路』の世界を巡る紀行番組で、浅田が各回異なる女優たちとともに物語に登場する中山道の名所などを巡る（各回2時間）。
2016年1月1日に『浅田次郎と歩く小説「一路」の世界』と題して全4回が再放送された。

### 放送リスト
- 浅田次郎と眞野あずさが巡る中山道の旅 小説「一路」、いざ江戸見参!
  - 放送日 - 2013年4月7日
  - 出演 - 眞野あずさ、浅田次郎
  - 内容 - 一路が将監の陰謀を初めて知った妻籠宿をメインに紹介する[4]。
- 歴史街道 諏訪の旅路『神の里 鬼たちの棲む山』 〜池上季実子が浅田次郎と歩く小説「一路」の世界〜
  - 放送日 - 2013年7月7日
  - 出演 - 池上季実子、浅田次郎
  - 内容 - 諏訪大社や和田峠を巡る[5]。
- 歴史街道 軽井沢の旅『禁断の恋 乙姫の想い』 〜酒井美紀が浅田次郎と歩く小説「一路」の世界〜
  - 放送日 - 2013年10月13日
  - 出演 - 酒井美紀、浅田次郎
  - 内容 - 軽井沢宿を中心に紹介、執筆の裏話も紹介される[6]。
- いよいよ完結!四季を巡った四大女優 江戸そろい踏み 〜浅田次郎と歩く小説「一路」の世界〜
  - 放送日 - 2013年12月8日
  - 出演 - 浅田次郎、眞野あずさ、池上季実子、酒井美紀、檀ふみ
  - 内容 - 桶川宿から江戸までを紹介、これまでの出演者（眞野あずさ、池上季実子、酒井美紀）に加え檀ふみが登場し、中山道を振り返る[7]。

## テレビドラマ
2015年7月31日から9月25日まで、NHK BSプレミアム「BS時代劇」にて永山絢斗主演で放送された。また、2016年5月7日から7月9日までNHK総合「土曜時代劇」にて35分再編集版で再放送された。全9回。
小野寺一路役を演じる永山絢斗は本作が時代劇初出演で初主演となる。松竹京都撮影所において若手中心のキャスト・スタッフによって制作され、現代語を取り入れた台詞や時代劇の所作をあえて無視した演出など、新たな試みが採用されている。
蒔坂左京大夫の正室・すず役を演じるミムラが馬籠や妻籠などドラマの舞台となった中山道の宿場町を訪れた特集番組『時代劇紀行「一路」〜中山道の旅〜』が、放送1週間前の7月24日に放送された。

### キャスト
- 小野寺一路 - 永山絢斗
- 蒔坂左京大夫 - 渡辺大
- 佐久間勘十郎 - 藤本隆宏
- 小野寺惣十郎 - 梶原善
- 髪結い新三 - 忍成修吾
- 薫 - 松浦雅
- 堀江与三郎 - 矢島健一
- 丁太 - 武蔵
- 半次 - 内山信二
- 栗山真吾 - 中島広稀
- スワ - 平祐奈
- 白雪 - 室井滋（声）
- ブチ - 熊田曜子（声）
- 桝屋正右衛門 - 小野了
- 辻井良軒 - 坂田聡
- 酒井讃岐守 - 梨本謙次郎
- 小野寺弥九郎 - 天宮良
- 駒井兵馬 - 真勝國之
- 蒔坂一太郎 - 玉山詩
- 千代丸 - 原光希
- すず - ミムラ
- 伊東喜惣次 - 木下ほうか
- 空澄 - 上條恒彦
- 国分七左衛門 - 石黒賢
- 蒔坂将監 - 佐野史郎

### ゲスト
複数回登場の場合は括弧（）内に表記。

#### 第4回
- 乙姫 - すみれ
- 諏訪因幡守 - 石丸謙二郎
- 鶴橋 - 筒井真理子

#### 第6回
- 内藤志摩守 - 濱田龍臣
- 浅井 - 斉藤暁
- 檜山角兵衛 - ほんこん（第5回）
- 常陸屋伊右衛門 - 鶴田忍
- 橘進之介 - 今野誠二郎

#### 最終
- 徳川家茂 - 吉沢亮

### スタッフ
- 原作 - 浅田次郎
- 脚本 - 渡邉睦月
- 音楽 - 髙見優
- 殺陣指導 - 菅原俊夫
- 時代考証 - 山本博文
- 語り - 加賀美幸子
- 撮影 - 南野保彦、安田雅彦
- 美術 - 原田哲男、豊田紗智子
- 照明 - 林哲夫、江川敏則
- 録音 - 中路豊隆、山本研二、松本悟
- 編集 - 園井弘一、関谷憲治、今西杏奈
- 記録 - 野崎八重子、西岡智子
- 音響効果 - 上床隆幸
- VFX - 佐々木宏
- 演出 - 石原興、服部大二、井上昌典
- 制作統括 - 山田尚史（松竹）、吉永証（NHKエンタープライズ）、原林麻奈（NHK）
- 制作 - NHKエンタープライズ
- 制作・著作 - NHK、松竹

### 放送日程
| 回     | 放送日                    | 放送日                    | サブタイトル     | 演出     |
| 回     | BS時代劇 （BSプレミアム） | 土曜時代劇 （総合テレビ） | サブタイトル     | 演出     |
| ------ | ------------------------- | ------------------------- | ---------------- | -------- |
| 第1回  | 2015年7月31日             | 2016年5月07日             | 参勤交代は戦なり | 石原興   |
| 第2回  | 8月07日                   | 5月14日                   | いざ出立         | 石原興   |
| 第3回  | 8月14日                   | 5月21日                   | 初めての試練     | 服部大二 |
| 第4回  | 8月21日                   | 6月04日                   | 姫君の恋         | 服部大二 |
| 第5回  | 8月28日                   | 6月11日                   | 涙の和田峠       | 服部大二 |
| 第6回  | 9月04日                   | 6月18日                   | 二人の殿様       | 井上昌典 |
| 第7回  | 9月11日                   | 6月25日                   | 見えざる敵       | 井上昌典 |
| 第8回  | 9月18日                   | 7月02日                   | 憎しみと悲しみ   | 石原興   |
| 最終回 | 9月25日                   | 7月09日                   | 明日への戦い     | 石原興   |

- 総合テレビ…2016年5月28日は「NHKプロ野球」巨人対阪神戦中継のため休止。

### 関連商品
- 髙見優『NHK BS時代劇「一路」オリジナル・サウンドトラック』（2015年9月16日発売、スザクミュージック、NGCS-1058）